# Gairo
Gairo is een gemeente in de Italiaanse provincie Nuoro (voormalig: Ogliastra) (regio Sardinië) en telt 1.328 inwoners (28-02-2021). De oppervlakte bedraagt 78,4 km², de bevolkingsdichtheid is 21 inwoners per km².
De volgende frazioni maken deel uit van de gemeente: Gairo Taquisara.

## Demografie
Gairo telt ongeveer 808 huishoudens. Het aantal inwoners daalde in de periode 1991-2001 met 2,2% volgens cijfers uit de tienjaarlijkse volkstellingen van ISTAT. Sinds de laatste telling in 2001 (20 jaar geleden) is het inwonertal met 350 inwoners gedaald, er is sprake van een afname van het aantal inwoners in Gairo.
| Jaar | Inwoneraantal |
| ---- | ------------- |
| 1991 | 1.716         |
| 2001 | 1.678         |
| 2004 | 1.643         |
| 2018 | 1.412         |
| 2021 | 1.328         |
| 2023 | 1.285         |

## Geografie
De gemeente ligt op ongeveer 690 meter boven zeeniveau.
Gairo grenst aan de volgende gemeenten: Arzana, Cardedu, Jerzu, Lanusei, Osini, Seui (SU), Tertenia, Ulassai, Ussassai.
Arzana · Bari Sardo · Baunei · Cardedu · Elini · Gairo · Girasole · Ilbono · Jerzu · Lanusei · Loceri · Lotzorai · Osini · Perdasdefogu · Seui · Talana · Tertenia · Tortolì · Triei · Ulassai · Urzulei · Ussassai · Villagrande Strisaili
1. ↑  https://demo.istat.it/?l=it.